# سنگی بر گوری
سنگی بر گوری خودزندگی‌نامه‌ای از نویسندۀ ایرانی جلال آل‌احمد است که در سال ۱۳۴۲ به نگارش درآمد، ولی تا ۱۳۶۰ منتشر نشد. آل‌احمد این کتاب را به احترام همسرش، سیمین دانشور، منتشر نکرد؛ امّا پس از مرگش شمس آل‌احمد آن را به چاپ سپرد. در سال ۱۳۸۴ انتشارات جامه‌دران سنگی بر گوری را تجدید چاپ کرد؛ و پس از محدودیت‌هایی تا سال‌های منتهی به ۱۳۹۲، از آن پس بارها به وسیلهٔ ناشران مختلف منتشر شده‌است. این کتاب کوتاه در شش فصل نوشته شده‌است. با این که نوشتن خودزندگی‌نامه یکی از وجوه برجستهٔ ادبیات مدرن مغرب‌زمین است، امّا در ادبیات فارسی معاصر آل‌احمد از اندک‌شمار نویسندگانی به‌شمار می‌آید که به آن توجّه داشته‌است. سنگی بر گوری در سال ۲۰۰۸ میلادی به انگلیسی ترجمه و در سری کتاب‌خانه ایرانیکا منتشر شده‌است.
موضوع اصلی کتاب سترونی آل‌احمد و بی‌فرزندی او و سیمین دانشور است. پژوهشگران آثار آل‌احمد تفسیرهای گوناگونی از این معنی کرده‌اند. بعضی آن را بیان مسئله‌ای شخصی و اجتماعیِ یک روشنفکر دانسته‌اند و بعضی آن را کنایی و استعاری شمرده‌اند و عقیم‌بودن را گاه کنایه از بی‌سرانجامی و بی‌حاصلی کارِ فکری آل‌احمد از جمله در کتاب‌هایی چون غرب‌زدگی و در خدمت و خیانت روشنفکران دانسته‌اند و گاه شکست کل پروژهٔ «فکر ایرانی» و روشنفکری از جنبش مشروطه ایران به بعد.
گونه ادبی سنگی بر گوری نیز محل بحث بوده‌است. کسانی آن را رمان یا داستان بلند دانسته‌اند و وجود برخی عناصر داستانی مانند پی‌رنگ و گره‌افکنی و گره‌گشایی و نیز وجود ماجرا، توصیف، ایهام و گفت‌وگو را گواه آورده و نتیجه گرفته‌اند این کتاب تنها یک شرح حال یا زندگی‌نامه خودنوشت نیست. در مقابل، گروهی به دلایلی چون یکی بودن «من» درون کتاب با خود آل‌احمد آن را فاقد ویژگی‌های خیالی مصطلح و مرسوم آثار ادبی دانسته و استفاده از عوامل سازندهٔ داستان در آن را «چاشنی» متن در نظر گرفته‌اند. از دیگر ویژگی‌های سنگی بر گوری می‌توان به اعتراف‌گونه بودن و وجود تقابل میان زن و مرد اشاره کرد.
سبک نثر آل‌احمد در سنگی بر گوری موجز و تلگرافی توصیف شده که در آن جمله‌ها کوتاهند و اطلاعات فشرده شده‌است. این زبان همانندی‌هایی با نثر دوران قاجار دارد و در آن از زبان عامّه مردم استفاده شده‌است. آل‌احمد برای نشان دادن بحرانی که از آن سخن می‌گوید و رهنمون‌شدن خواننده به نقطه مورد نظرش نثرش را آشفته کرده و به نوعی هذیان‌نویسی روی آورده‌است. این کتاب اوج نثرنویسی آل‌احمد و از حسّی‌ترین آثار ادبیات معاصر فارسی دانسته شده‌است.

## زمینه
خودزندگی‌نامه، شرح حال یا حسبِ حال نوعی از زندگی‌نامه و دربردارنده وقایع زندگی یا بخشی از زندگی یک فرد است که به قلم خود او نوشته شده باشد. از نخستین زندگی‌نامه‌های خودنوشت می‌توان به کتاب اعترافات (۳۵۳ قبل از میلاد) از ایسوکراتس اشاره کرد و از مهم‌ترین آثار این گونه، به اعترافات آگوستین قدیس (بین ۳۹۷ و ۴۰۰ میلادی) اثر آگوستین. قدیمی‌ترین اتوبیوگرافی به زبان فارسی، زندگی ابن سیناست که آن را به شاگردانش املاء کرده‌است. شرح زندگانی من اثر عبدالله مستوفی از جمله بهترین نمونه‌های زندگی‌نامه خودنوشت به زبان فارسی در دوران قاجار و یادداشت‌های قاسم غنی و روزها اثر محمدعلی اسلامی ندوشن جزو بهترین این سبک در دوره معاصر به‌شمار می‌آیند. ادبیات اعترافی در زبان فارسی به دلیل نبودن سنت اعتراف در مذهب و سنت فارسی‌زبانان چندان مورد توجه نویسندگان نبوده‌است. حورا یاوری رواج خودزندگی‌نامه‌نویسی به علل مذهبی در غرب را نظر پژوهندگان آمریکایی می‌داند و معتقد است پژوهش‌گران فرانسوی برخلاف آمریکایی‌ها پیدایش و گسترش خودزندگی‌نامه را به تحولات فرهنگی و اجتماعی سده هجدهم مربوط می‌دانند.
به عقیده مایکل هیلمن یکی از وجوه برجسته ادبیات مدرن غرب که در دوره‌هایی مهم‌تر از رمان‌نویسی است، توجه به خودزندگی‌نامه‌نویسی است؛ چیزی که در ادبیات مدرن و معاصر ایران به دلیل خودسانسوری نویسندگان کمرنگ است و از معدود نویسندگانی که به این سبک اهمیت داده و در آن آثاری نوشته، جلال آل‌احمد است. محتمل است که آل‌احمد در این سبک متأثر از ژان-پل سارتر و زندگی‌نامه خودنوشت او، کلمات بوده باشد؛ چه اینکه هیلمن معتقد است آثار سارتر باعث شد آل‌احمد با دودلی‌هایش در مصاف قرار بگیرد. حسن میرعابدینی هنر آل‌احمد را نوشتن زندگی‌نامه خودنوشت می‌داند.

### نویسنده

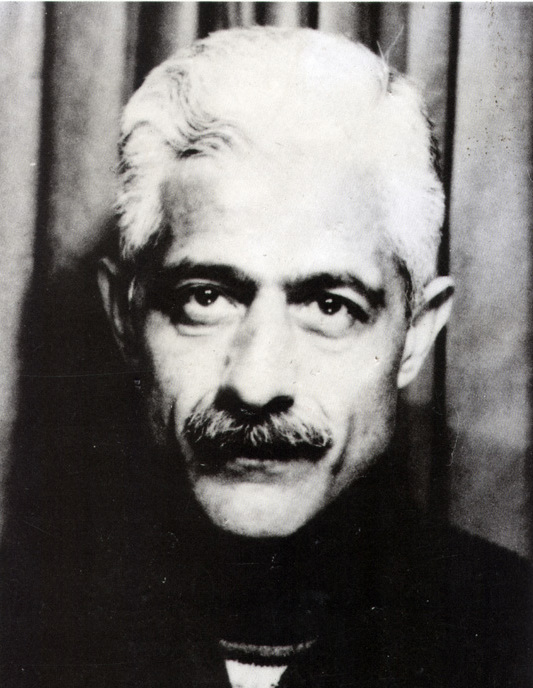
جلال آل‌احمد (۱۳۴۸)

جلال آل‌احمد (زادهٔ ۱۱ آذر ۱۳۰۲ در تهران – درگذشتهٔ ۱۸ شهریور ۱۳۴۸ در اسالم) داستان‌نویس و جستارنویس ایرانی است. از مشهورترین آثار داستانی او می‌توان به دید و بازدید، از رنجی که می‌بریم، زن زیادی، سرگذشت کندوها، مدیر مدرسه و نفرین زمین اشاره کرد. به عقیده حسین سناپور بهترین داستان‌های آل‌احمد بر اساس زندگی واقعی او نگاشته شده‌اند و بیشتر از بسیاری از نویسندگان می‌توان رد زندگی او را در داستان‌هایش یافت. از طرفی او از معدود نویسندگانی است که می‌توان کمترین میزان استفاده از تخیل را در آثار داستانی‌اش مشاهده کرد. آل‌احمد از داستان‌پردازی و روایت یک داستان اعراض می‌کند. عینی‌ترین مصداق این دوری، سنگی بر گوری است که پس از شش سال فترت او از داستان‌نویسی نوشته‌است. برخی از آثار او چون غرب‌زدگی و در خدمت و خیانت روشنفکران از مهم‌ترین آثار غیرداستانی او دانسته شده‌اند. آل‌احمد در سال ۱۳۲۸ خورشیدی با سیمین دانشور ازدواج کرد اما این‌دو هیچ‌گاه صاحب فرزند نشدند.
رضا براهنی آل‌احمد را نخستین روشنفکر جدی منطقه می‌داند که با استفاده از «زبانی جدید» در مقابل زور عصیان کرده‌است؛ زبانی که مخالف زبان رسمی است و ساختار جمله و به تبع آن، «استبداد پدرسالاری حاکم بر جمله» را به‌هم می‌زند. به نظر براهنی هیچ‌کس در زبان فارسی مقاله‌ای را به زیبایی جلال اجرا نکرده‌است. بنا به گفته احسان یارشاطر جلال آل‌احمد با وجود «فوران‌های ادواری و کم‌وبیش تب‌آلودِ صریح‌گویی» که به زعم او بهترین نمونه‌اش سنگی بر گوری است، در طول زندگی‌اش کمتر به آشتی‌دادن تضادهای درونی‌اش موفق شد؛ تضادهایی که چون «آب و روغنی در وجودش» مخلوط بود و در نوشته‌هایش نوعی سرگردانیِ مقصد ایجاد می‌کرد. اما به نظر لیلی گلستان وجوه متفاوت جلال نه از سردرگمی بلکه از سر پرشور او سرچشمه گرفته‌اند و این چندوجهی بودن از امتیازات اوست نه اشکالات شخصیتی و اخلاقی‌اش.

## درون‌مایه
آل‌احمد سنگی بر گوری را در شش فصل و با یادداشت‌های کوتاه و به‌هم‌پیوسته و به صورت تک‌گویی نوشته‌است و طی آن به بی‌فرزندی خود و همسرش سیمین دانشور و عقیم‌بودنش و تأملات و افکارش پیرامون این مسئله پرداخته‌است.

«ما بچه نداریم. من و سیمین. بسیار خوب. این یک واقعیت است اما آیا کار به همین‌جا ختم می‌شود؟ اصلاً همین است که آدم را کلافه می‌کند. یک‌وقت چیزی هست. بسیار خوب هست. اما بحث بر سر آن چیزی است که باید باشد. بروید ببینید در فلسفه چه تومارها که از این قضیه ساخته‌اند. از حقیقت و واقعیت. دست کم این را نشان می‌دهند که چرا کُمیت واقعیت لَنگ است. عین کُمیت ما. چهارده سال است که من و زنم مرتب این سؤال را به سکوت از خودمان کرده‌ایم؛ و به نگاه؛ و گاهی با به روی خود نیاوردن.»

سنگی بر گوری
فصل اول– آل‌احمد در فصل اول که با جمله «ما بچه نداریم» آغاز می‌شود، «گره ناگشودنی» زندگی‌اش را مطرح می‌کند. او و همسرش پس از چهارده سال زندگی هنوز کمبود فرزند را در زندگی‌شان احساس می‌کنند. آنها پس از آزمایش‌های مکرر درمی‌یابند اشکال از آل‌احمد است و او از روند ناخوشایند درمان در ایران و یک‌بار در اتریش می‌گوید؛ پزشکی در وین که بعدها درمی‌یابد به‌خاطر سقط جنین زنی که همسرش فرزند می‌خواسته، به دست شوهر و دوستانش مضروب می‌شود. او بی‌فرزندی را «مردن بالقوه» می‌خواند و سپس به معرفی بستگانش و فرزندان‌شان می‌پردازد.
فصل دوم– در فصل دوم آل‌احمد از «به قضا تن دادن» خودش و همسرش صحبت می‌کند و این‌که آن‌ها چون دو دیوارند که میان‌شان کوچه‌ای نیست (فرزندی ندارند). سپس از خواهرش صحبت می‌کند و مرگش در اثر سرطان سینه که تلویحاً مرگ او را به بی‌فرزندی‌اش مربوط می‌داند. سپس بنا به توصیه یکی از آشنایان تصمیم می‌گیرند کودکی را به فرزندی بپذیرند اما فهمیدن علت نخواستن فرزند از طرف مادر و خانواده‌اش که کلفتی است که از مردی غنی به صورت نامشروع باردار شده، آنها را از تصمیم‌شان منصرف می‌کند. در پایان او از همسرش می‌خواهد اگر تمایلش به بچه‌دارشدن زیاد است، می‌تواند به سراغ مرد دیگری برود که همسرش آزرده می‌شود و می‌گرید.
فصل سوم– در این فصل آل‌احمد به معالجه‌های همسرش می‌پردازد و جراحی او به‌دست پزشکی مرد. پس از اینکه همسرش از او می‌خواهد در یکی از جلسه‌های معاینه کنارش باشد، تجربه‌ای تلخ و دردناک را از سر می‌گذراند. او به یاد خواهرش می‌افتد که بنا بر عقاید مذهبی از جراحی برداشتن سینه امتناع می‌کند و خانواده‌اش را وامی‌دارد روی سینه‌اش سرب مذاب بریزند. پس از این یادآوری آنها به درمان‌های خانگی و سنتی رومی آورند از جمله خوردن جگر خام گوسفند، چهل نطفه تخم‌مرغ به مدت چهل روز که آل‌احمد نیمه‌تمام رهایش می‌کند و ریختن آب مرده‌شوی‌خانه روی سر همسرش که زیر بار نمی‌رود. پس از آن دوباره به مدت دوسال به پزشکان و درمان آنها رومی‌آورد که در پایان سرخورده و متنفر از آنها کار را رها می‌کند.
فصل چهارم– در فصل چهارم آل‌احمد از به‌تنگ آمدن از درمان پزشکان می‌گوید و اینکه برای پر کردن خلاء فرزند گاه‌گداری میزبان بستگان و فرزندان‌شان می‌شوند. پس از آن از خودسوزی خواهر همسرش مطلع می‌شوند و به سمت کرمانشاه حرکت می‌کنند. در راه با بازماندگان زمین‌لرزه ۱۳۴۱ بوئین‌زهرا روبرو می‌شوند که از آنها انتظار کمک دارند. در کرمانشاه درمی‌یابند که خواهر در اثر جراحات درگذشته و دو فرزند از او باقی مانده که بهانه صحبت آل‌احمد و همسرش برای فرزندخواندگی آنها می‌شود.

 «هر آدمیئی سنگی است بر گور پدر خویش.»
– فقفیقاع بنی –
آیه اول و آخر جزء سی‌ویکم

پیشانی‌نویس سنگی بر گوری
فصل پنجم– در این فصل آل‌احمد مأموریت می‌یابد از سوی وزارت فرهنگ به اروپا برود. آنجا با چند زن رابطه برقرار می‌کند و پزشکی در زوریخ به او پیشنهاد می‌دهد مانند برخی مسلمانان مجدداً ازدواج کند. او در بازگشت با یکی از زن‌هایی که با او رابطه داشته، مکاتبه دارد و منتظر است از او خبر باردار‌شدنش را بشنود. همسرش از این مکاتبه‌ها مطلع می‌شود و او تمام داستان را برایش تعریف می‌کند. در پایان او به این مسئله فکر می‌کند که می‌تواند برای جبران بی‌فرزندی، کلمات را به خدمت بگیرد و از آنها «سنگ قبری» برای خودش بسازد و از مشکل گره‌گشایی می‌کند.
فصل ششم– در این فصل آل‌احمد سرانجام واقعیت عقیم‌بودنش را می‌پذیرد و سرخورده از راه‌هایی که رفته، با مادر و خواهرش به قبرستان می‌رود. در آنجا با پدر درگذشته‌اش گفتگو می‌کند و به او می‌گوید «من سنگ قبر تو نیستم.» در پایان بر سر قبر یکی از بستگان درگذشته‌اش «عمقزی»، اعتراف می‌کند از اینکه آخرین سنگ بر گور درگذشتگان خودش است، خشنود است.

### کنایهٔ عقیم‌بودن
«سرنوشت آمده فقط یخهٔ مرا گرفته که چون کم‌خونی و چون خدا عالم است چه نقصی در کجای بدنت هست و اسپرم‌هایت تک‌وتوکند و ریقو، حالا تو باید با آنچه پشت سر داری نفر آخر این صف بایستی و گذر دیگران را به حسرت تماشا کنی؛ و واقعیت این است که هیچ‌کس پس از من نیست. جاده‌ای تا لبهٔ پرتگاهی، و بعد بریده. ابتر بتمام معنی. آخر هیچ می‌شود فکرش را کرد که صفی از اعماق بدویت تا جنگل تنک تمدن ته کوچهٔ فردوسی—تجریش این امانت را دست‌به‌دست —یعنی نسل‌به‌نسل— بتو رسانده باشد و تو کسی را در عقب نداشته باشی که بار را تحویل بدهی؟»

سنگی بر گوری
یدالله شهیب‌زاده نویسنده کتاب اسلام‌گرایی و پسااسلام‌گرایی معتقد است موضوع سنگی بر گوری چون کتاب‌های غرب‌زدگی و در خدمت و خیانت روشنفکران چیزی جز عقیم بودن نیست؛ در سنگی بر گوری آل‌احمد عقیم‌بودن و تأثیراتش بر زندگی یک زوج را به‌نمایش درآورده و در غرب‌زدگی و در خدمت و خیانت روشنفکران از عقیم‌بودن جامعه، سیاست و روشنفکران سخن گفته‌است. او در سنگی بر گوری نشان می‌دهد که عقیم بودن چگونه او را در وضعیتی کمیک-تراژیک قرار داده و چگونه این نقص، منبع کشف عقیم‌بودن روشنفکران غرب‌زده و موقعیت کمیک-تراژیک آنها شده‌است؛ موقعیتی که از مورد سؤال بودن مشروعیت حکومت از سوی مردم و ناتوانی گروه‌های سیاسی از خلق گفتمانی خلاق برای به‌دست آوردن حمایت مردم به‌وجود آمده‌است. به گفته فرزین وحدت نویسنده کتاب خدا و داوری: مواجهه فکری ایران با مدرنیته، آل‌احمد در سنگی بر گوری ناتوانی‌اش در اتصال اجداد به فرزند را شکافی در امتداد سنت قلمداد کرده که در عین حال آزادی فردی او را تضمین کرده‌است. با توجه به اینکه عقیم‌بودن او، نفی گذشته و سنت است، او سنت و گذشته را «هیچ» می‌خواند که با تضمین آزادی فردی از قضا سودمند افتاده‌است. محمدرضا قربانی منتقد ادبی معتقد است عقیم‌بودن مفهومی است که در دیگر آثار آل‌احمد نیز سابقه داشته‌است؛ آثاری چون رمان نفرین زمین که در آن صحبت از عقیم بودن خاک است، «زن زیادی» که داستان زنی است رانده‌شده از خانه که فرصت فرزندآوری نیافته، رمان نون والقلم که در آن میرزا عبدالزکی عقیم است، «خواهرم و عنکبوت» که در آن خواهر عقیم است و «شوهر آمریکایی». خود آل‌احمد در سنگی بر گوری اشاره کرده که نون والقلم و داستان «جاپا» را دانسته و آگاهانه بر اساس این مفهوم نگاشته‌است.
به نظر امیر احمدی آریان نویسنده و منتقد ادبی، عقیم‌بودن در سنگی بر گوری استعاره‌ای است از شکستِ نه‌تنها پروژه فکری آل‌احمد بلکه کل روشنفکران بعد از مشروطیت چراکه به‌نظر او تقابل ایده‌های آنها و تضارب آرایشان منجر به چیزی چون «فکر ایرانی» نشده‌است. نشانه این شکست در متن کتاب، بازگشت او به نوشته‌های قبلی خودش و تمسخر آنهاست. به این معنا که او بی‌ثمری پروژه‌اش را مانند بی‌فرزندی و عقیم‌بودنش می‌داند و این اتفاق متن را استعاری می‌کند؛ او دغدغه زایایی و ثمربخشی نوشته‌هایش را داشته و این بی‌ثمری، موضوع کتاب است. پویا رفویی مترجم و منتقد ادبی، نیز معتقد است آل‌احمد عقیم‌بودن را مبدل به یک «مدالیته» می‌کند که در آن سرطان خواهرش و زلزله نیز مشابه عقیم‌بودنند. او مدام در فضاهای مختلف به بن‌بست می‌رسد و با دیوار و حصار مواجه می‌شود و متقابلاً حصارهراسی همواره او را همراهی می‌کند. مهدی یزدانی خرم، نویسنده و منتقد ادبی، ویژگی روایی سنگی بر گوری را در استفاده از عقیم‌بودن برای ایجاد نوعی «تسلسل روایی» می‌داند که طی آن مواجهه شخصیت اصلی با بن‌بست‌های مختلف و دیگر آدم‌های عقیم نوعی «رکود» و «دور باطل» در متن ایجاد می‌کند که باعث می‌شود عقیم‌بودن به یک «نگره ساختاری» بدل شود.
به نظر صابر نجمی، منتقد ادبی، در مجله سینما و ادبیات آل‌احمد با دیدن اسپرم‌ها زیر میکروسکوپ است که عقیم می‌شود چراکه رابطه سر و تن در کشاکش دیدن اسپرم‌ها و رفتار پیشینیان (سنت) منفک می‌شود؛ او نه می‌تواند آنچه می‌بیند را انکار کند و نه ضد تن خود دست به انجام کاری بزند. از نظر نجمی عقیم‌شدن مسئله‌ای سیاسی نیز هست چراکه عقیم نمی‌تواند قدرت را به نحو موروثی به جریان بیندازد آن هم در تهران اولین شهر مدرن ایران که پایتخت پادشاهی عقیم بود. بنابراین آل‌احمد در سنگی بر گوری در بطن جهان پیشامدرن تعلیقی ایجاد می‌کند تا عمق بحران را نشان دهد. به عقیده پویا رفویی سنگی بر گوری تنها وجه حدیث نفسی ندارد بلکه آل‌احمد با تأکید بر عقیم‌بودن و شکلی از بکرزایی (کنایه از نوشتن) در نظر دارد سلطنت را منحل کند چراکه تمام راه‌ها بسته‌است. یعنی اگر به تولید مثل موروثی نیازی نباشد، سلطنت نیز از بین می‌رود. بنا به گفته احمد غلامی از آل‌احمد مشکل جسمی خود برای ابراز انزجار از وضعیت سیاسی استفاده می‌کند؛ وضعیتی که به نظر غلامی از سوی طبقه‌های فرادست و با «آبستن‌کردن فقر» به‌وجود آمده‌است.
به گفته محمدحسین دانایی (فرزند خواهر آل‌احمد) مسئله عقیم‌بودن و بی‌فرزندی نزد آل‌احمد و دانشور چندان بغرنج به‌نظر نمی‌رسیده و انگیزه جلال در نوشتن سنگی بر گوری بیشتر پرداختن به حواشی اجتماعی بی‌فرزندی است تا حسرت بی‌فرزندی خودش چراکه جامعه مردانگی را در قدرت جنسی می‌داند. او جامعه ایرانی را در مواجهه با مسئله عقیم‌بودن، کنجکاو و بی‌ملاحظه می‌داند که پرسش‌هایش از زوج بی‌فرزند را چون «تله» سر راه آنها قرار می‌دهد و سنگی بر گوری قرار است به پرسش‌های جامعه پاسخ داده و به ریشه‌یابی و گره‌گشایی از این مشکل بپردازد. در واقع آل‌احمد به‌دست کنش‌گران دیگر که هم اشخاص دیگر هستند و هم فرهنگ و جامعه، ارزیابی شده و به دنبال آن برایش بحران عاطفی و به نظر حمیدرضا شعیری، «بحران تنشی» به‌وجود می‌آید؛ بحران عاطفی از سد شدن راه عقلانیت فرد در مقابل منطق فرهنگی، اجتماعی و تاریخی دیگران و جامعه به‌وجود می‌آید و بحران تنشی بین گفتمان خود نویسنده و گفتمان دیگری رخ می‌دهد که در سنگی بر گوری، نویسنده با کنش زبانی (نوشتن) بر آن فائق می‌آید.

## ویژگی‌ها
وجود برخی ویژگی‌های داستانی در سنگی بر گوری آن را از یک زندگی‌نامه خودنوشت صرف متمایز کرده‌است؛ در کتاب آل‌احمد ماجراهای متعددی ذکر شده‌اند که نویسنده به صورتی گذرا از آنها عبور کرده‌است؛ ماجراهایی مانند تمکین نکردن پدر نویسنده از قواعد جدید دولتی حاکم بر دفترخانه‌ها و محضرها، خودسوزی خواهرِ همسر نویسنده و زلزله بوئین‌زهرا در سال ۱۳۴۱ از این جمله‌اند. این گذر سریع ویژگی سبکی آل‌احمد است و برای خواننده ایجاد ابهام یا نیاز به دانستن بیشتر نمی‌کند و درمی‌یابد ذکر این ماجراها تنها شاهدی است بر ماجرای اصلی. تلاش نویسنده برای مستند بودن کتاب و دوری از قصه‌گویی، در این پرداخت شتابان به ماجراها نیز نمایان شده و محتوا را با سبک مورد نظر نویسنده، هماهنگ کرده‌است. علاوه بر ماجراها، صحنه‌های اغلب کوتاه پرشماری نیز در سنگی بر گوری وجود دارند که نویسنده آنها را به‌طور دقیق و با جزئیات توصیف کرده‌است. از میان این صحنه‌ها می‌توان به صحنه همراهی نویسنده با همسرش هنگام معاینه او به دست یک پزشک مرد اشاره کرد. استفاده نویسنده از گفتگوهای پرشمار که گاه گفت‌وشنودهای درونی‌اند و گاه نقل‌قولی برای نشان دادن نگاه دیگران به او و وضعیتش و توصیف‌های پرشمار کتاب از دیگر عناصر داستانی کتاب به‌شمار می‌آیند و با هدف القای یک کلیت در کتاب گنجانده شده‌اند.

### گونه ادبی
«همین‌جوریها بود که دو سالی را به این فکر کرده بودیم که بچه‌ای را به فرزندی قبول کنیم. این در و آن در، و مشورت، و بچه‌های مختلف. از تخم آمریکایی گرفته تا نژاد بومی؛ و از مشهد گرفته تا شیراز. یتیم‌خانه‌ها و پرورشگاه‌ها و شیرخوارگاه‌ها و موارد خصوصی‌تر؛ و این همان زمانی بود که مهری ملکی رفته بود و از پرورشگاه مشهد بچه‌ای را به فرزندی برداشته بود پنج‌شش‌ماهه؛ و با شیرخشک و کهنه‌شویی شروع کرده بود. عین یک مادر؛ و چه دردسرها بخاطر سرخکش و مخملکش. تا بچه را بزرگ کرد و به هفت‌سالگی رساند. بچه رفت مدرسه و آنوقت خودش؟ … اصلاً مسخره است. ساعت هشت صبح بود که رفت زیر ماشین و ساعت ۹ زیر خاک. بهمین سادگی. کار او حتی به پیری هم نرسید؛ و چه زنی! نفس شخصیت.»

سنگی بر گوری
حسین سناپور بر این باور است که سنگی بر گوری که با گره‌افکنی آغاز و با گره‌گشایی پایان می‌یابد، لزوماً یک زندگی‌نامه خودنوشت یا شرح حال نیست و متنی است «منسجم» که بر پی‌رنگ استوار است؛ بنابراین متنی داستانی است که بر یک خودزندگی‌نامه بنا شده‌است. علاوه بر این او معتقد است وجود ویژگی‌های دیگر داستانی از جمله ماجرا و صحنه، گفتگو، ایهام و معناهای پشت متن و توصیف در نوشته آل‌احمد نیز مؤید داستان بودن این متن هستند. به زعم او وجود گونه‌هایی چون داستان/مقاله در ادبیات پست‌مدرن نیز می‌تواند دلیل دیگری بر داستانی بودن این متن باشد. خود آل‌احمد نیز در زندگی‌نامه‌اش، مثلاً شرح احوالات، سنگی بر گوری را «قصه» خوانده و به گفته بهناز علی‌پور، نقش تخیل را در روایت آن باز گذاشته‌است. محمد بهارلو نیز معتقد است سنگی بر گوری داستانی است «اتوبیوگرافیک» که از نظر صحنه و فضا در امتداد داستان‌های دیگرش چون «خواهرم و عنکبوت»، «جشن فرخنده» و «گلدسته‌ها و فلک» است و هسته آن در داستان «گناه» آل‌احمد شکل گرفته‌است. احمد غلامی از روزنامه شرق، سنگی بر گوری را از بهترین نمونه‌های رمان کوتاه در ادبیات فارسی دانسته که نویسنده آن را «به قصد مستندنگاری» نوشته اما در آن از واقعیت فراتر رفته‌است. حسن میرعابدینی نیز عقیده دارد این اثر رمان است. رضا براهنی معتقد است به‌رغم «اتوبیوگرافیک» بودن متن سنگی بر گوری، استفاده نویسنده از «ابزارها و مکانیسم‌های ادبی» آن را در «قلب تفکر بوطیقایی» قرار می‌دهد. به باور محمدرضا قربانی سنگی بر گوری اثری است نزدیک به داستان و رمان که در ساختار خود فاقد عناصر سازنده رمان و داستان چون شخصیت‌پردازی، حادثه داستانی، توصیف و فضاپردازی است چنان‌که آثار دیگری نیز در ادبیات داستانی جهان وجود دارند که چنینند.
سیمین دانشور سنگی بر گوری را یک حدیث نفس خوانده که از عوامل سازنده داستان در آن، تنها به عنوان «چاشنی» استفاده شده‌است. عبدالعلی دستغیب در «نقد آثار جلال آل‌احمد»، سنگی بر گوری را گزارش یا حسب حال دانسته و در مصاحبه‌ای با کتاب ماه ادبیات سنگی بر گوری را در کنار نفرین زمین رمان می‌نامد و معتقد است آل‌احمد بعد از نوشتن این‌ها و مدیر مدرسه، داستان‌نویس می‌شود. کلاوس پدرسن در کتاب «جهان‌بینی در ایران پیش از انقلاب» آن را مقاله خوانده و محمد صنعتی به دلیل یکی بودن راوی با من نویسنده آن را «اتوبیوگرافی» خوانده‌است.
ابراهیم رنجبر، منتقد ادبی، نیز هنگام تحلیل سنگی بر گوری، گفتهٔ شمس آل‌احمد مبنی بر رمان بودن کتاب را رد می‌کند و معتقد است این اثر قصه به معنای مصطلح کلمه یعنی «رمان» و «داستان» نیست.

### زبان و نثر
حسین سناپور بهترین تعبیر برای توصیف نثر آل‌احمد در سنگی بر گوری را «تلگرافی» بودن آن خوانده که دو ویژگی عمده آن، کوتاهی جملات و فشردگی نثر است. فشردگی نثر بسته‌هایی از اطلاعات را بدون احساس پرش و ایجاد ابهام از سطح شخصی، به سطوح دیگر اجتماعی و فلسفی می‌برد و رفت و برگشت بین این عرصه‌ها منطقی می‌مانند. به نظر او آل‌احمد از کوتاهی جملات برای تغییر مسیر موضوع هم استفاده می‌کند و جمله‌های «پاساژی» می‌سازد که بین جمله‌هایی با موضوعات مختلف قرار می‌گیرند. نقش دیگر جملات کوتاه جلال در سنگی بر گوری ایجاد ضرباهنگی تند در متن است که هم شک و ابهام موضوع و سؤال‌های خواننده را بی‌پاسخ نمی‌گذارند و هم در جهت خواست نویسنده، هیجانی در خواننده ایجاد می‌کنند برای همدلی بیشتر و گرفتن فرصت توقف و احتمال خستگی. آل‌احمد گاهی نیز جملاتی را ناتمام باقی می‌گذارد تا باقی رخداد در ذهن خواننده ساخته شود و اثرگذاری متن بیشتر.
به نظر امیر احمدی آریان طبق تقسیم‌بندی رابرت کاپلان در کتاب «انتقام جغرافیا» در آل‌احمد دو نیروی گریز از و گرایش به مرکز ایران در تقابلند؛ گریز او از ایران در دنیای روشنفکری رخ می‌دهد و چیزی یا کسی را بیرون از مرزهای جغرافیایی جستجو می‌کند و گرایش او به مرکز، بواسطه زبان فارسی است که در سنگی بر گوری می‌توان این گرایش را در نثر موجز و حسی او پیدا کرد که به‌جای درگیر کردن فکر مخاطب، حواس او را نشانه می‌رود؛ بنابراین در زبان سنگی بر گوری اتفاقی «استثنایی» رخ می‌دهد که در اثر ترکیب چند وجه زبانی مختلف مانند نثری به قدرت نثر قائم‌مقام فراهانی، کیفیت ترجمه نثر میرزا حبیب اصفهانی، زبان عامیانه مردم و منشیان قاجاری و اصطلاحات فراوانی از دوره پهلوی و قاجار که به‌شکلی جدایی‌ناپذیر در هم تنیده شده‌اند، به‌وجود آمده‌است. سعید محبی آل‌احمد را بنیان‌گذار سبکی زبانی می‌داند که مهم‌ترین ویژگی‌های آن «ایجاز» و «خشم» است و سنگی بر گوری به گمان او، «آینه تمام‌نمای» این سبک است. به نظر مهدی یزدانی خرم آل‌احمد برای «کالبدشکافی تحقیری که جهانش را به‌خطر انداخته» و «نگاه غیرعرفی به خودش» نثرش را آشفته می‌کند و به نوعی «هذیان‌نویسی» رومی‌آورد که در آن هدف «روایت فاجعه» است. او نثر آل‌احمد در سنگی بر گوری را اوج نثرنویسی او دانسته‌است.
شیما بهره‌مند آل‌احمد را در ادبیات فارسی دچار «مرض فرانسوی» می‌داند؛ مرضی که خورخه لوئیس بورخس علتش را آلودگی ادبیات فرانسه به سیاستِ هنر می‌داند (به جای ارتباط با خود هنر). ژاک رانسیر در تحلیل «مرض فرانسوی» بورخس آن را به دو شیوه در ظاهر متناقض تقسیم می‌کند. یکی چیزی از جنس رئالیسم نزد مارسل پروست و انوره دو بالزاک که آن‌قدر به جزئیات می‌پردازد که طرح داستانی را قربانی می‌کند و دیگری عکس آن به شکل سبک‌باری و جستجوی «کلمه ناب» که نزد گوستاو فلوبر یافت می‌شود. بهره‌مند معتقد است آل‌احمد با زبان‌تکه‌تکه‌شده و محاوره‌ای‌اش مصداق گونه دوم است و به جای آن‌که سبک نوشتاری‌اش را در اختیار تخیل بگذارد، آن را در خدمت زبان کوچه‌وبازار می‌گذارد. شباهت‌هایی میان نثر و لحن آل‌احمد با لویی-فردینان سلین وجود دارد از جمله ایجاز و لحن تند او و شکستن قواعد مرسوم در ادبیات متعهد و انگاره‌های اخلاقی.

### اعتراف‌گونگی
سنگی بر گوری اعتراف‌نامه‌ای است که نویسنده برای حل مشکلات خودش روایت می‌کند. از یک منظر، چنان‌چه در سنت مسیحی نیز دیده می‌شود، اعتراف برای ایجاد تعلق با گروهی انجام می‌شود که اعتراف‌کننده فکر می‌کند با آنها منافع یا درد مشترک دارد. از منظری دیگر، اعتراف‌کننده مایل است با اعتراف، خود و اعمالش را با «خدا» (جایگاه قدرت) همتراز کرده و از این راه در بخشایش نیز با آن منبع، همتراز شود. با این‌همه در سنگی بر گوری به منبع قدرتی که لطف یا قهر در توانش باشد، اشاره نمی‌شود. حورا یاوری اعتراف‌گونگی سنگی بر گوری را در قیاس با متن‌های اعترافی سنتی و مدرن غرب، از گونه مدرن می‌داند که در آنها، به جای سه‌گانه «گناه، اعتراف، آمرزش»، سه‌گانه «لغزش، شلاق و خودشناسی» نشسته‌است. آل‌احمد با تقسیم کردن خود به «شخص اول» و «شخص دوم»، لغزش‌های یکی را با شلاق دیگری پاسخ می‌گوید؛ به این ترتیب که شخص اول در جایگاه «سویه غربی‌نمای» راوی است و شخص دوم، به مثابه «مرد شرقی». نتیجه این رویارویی به نظر یاوری، لحظه‌ای است که خاستگاه همه خودزندگی‌نامه‌هاست؛ لحظه «رو در رو شدن با خود و دگرگون شدن» (خودشناسی). به نظر مجتبی گلستانی، نویسنده کتاب واسازی متون جلال آل‌احمد، اما مخاطب این اعتراف‌نامه‌ها، برخلاف تمایز اعتراف‌های سنتی و مدرن، نه یک «من درونی» بلکه «داوری آسمانی» در زمینه‌ای عرفی است؛ به‌عبارت دیگر و بر اساس آنچه آل‌احمد در غرب‌زدگی نشان می‌دهد، منظور روشن‌فکر است که برای او، سه‌گانه مدرن «لغزش، اعتراف، خودشناسی» مبدل به سه‌گانه «ارتداد، حمل بار امانت و نفوذ کلام» می‌شود. در این ساختار روشنفکر مورد نظر آل‌احمد بنا دارد خود را از «من غرب‌زده» تهی کرده و برای بازگشت به تصویر متناقض «مرد شرقی»، خود را بیازارد.

### تقابل مرد/ زن
به نظر مجتبی گلستانی در سنگی بر گوری می‌توان نگاهی «سرکوب‌گر» و «طردکننده» یافت که زن را خطرناک و ویران‌گر می‌شمرد و به حاشیه می‌راند؛ بنابراین زن از آثار آل‌احمد و سنگی بر گوری غایب است و آل‌احمد نام این نگاه و تقابل را «مرد شرقی» گذاشته‌است. فرزانه میلانی در تأیید وجود این تقابل گفته‌است نویسنده سنگی بر گوری از بردن نام همسرش که خود نویسنده‌ای سرشناس است، ابا دارد و تنها یک‌بار نام کوچک او را ذکر کرده آن‌جا که می‌گوید «ما بچه نداریم، من و سیمین.» انگار تنها برای نشان دادن یک طرف مشکل نیاز است از او نام برده شود و در باقی موارد از لفظ «زنم» برای اشاره به او استفاده می‌کند؛ این در حالی است که سیمین دانشور در کتاب غروب جلال بیش از صدبار از جلال آل‌احمد نام برده‌است. سیمین دانشور قهرمانان اصلی سنگی بر گوری را چهار تن برشمرده و چنین توصیف می‌کند: مرد که از ابتربودن خود رنج می‌برد، خواهر نویسنده که سرطان دارد اما به دلایل مذهبی حاضر به جراحی نمی‌شود، خواهر همسر نویسنده هما دانشور که متخصص زنان و زایمان است و دست به خودسوزی می‌زند و همسر نویسنده که کاریکاتوری است از سیمین دانشور و چیزی که این سه زن را به هم مرتبط می‌کند، مسئله «هیچی» است. به نظر مجتبی گلستانی به این عده می‌توان زنان دیگری هم افزود چون مادر راوی و هووی او، مادربزرگ راوی، عمقزی و مهری ملکی که تمام‌شان به‌نحوی از زندگی ناراضی‌اند و بیشترشان می‌میرند. گلستانی قرار گرفتن این‌همه زن که تمام‌شان قدرت زایش دارند در مقابل مردی که عقیم است را تنها برای نشان‌دادن قدرت زایای «قلم نویسنده» که از آن می‌توان به فالوس تعبیر کرد، دانسته‌است. به عبارت دیگر در چنین متنی چیزی زنانه یا به نام زن وجود ندارد و در غیاب او جنسیت، هویت و شخصیت و خواسته‌هایش تنها به‌واسطه مرد و حضورش مشخص می‌شود. به نظر مصطفی عابدینی‌فرد، مترجم و منتقد ادبی، اما آل‌احمد پس از کش‌مکش‌های فراوان با «مرد شرقی» و رفتن راه‌هایی که او برای فرار از بی‌فرزندی به‌صورت سنتی پیش پایش می‌گذارد، با زنان اطرافش که به سبب تبعیت از نظام مردسالار مذهبی دچار درد و رنج شده‌اند، همدردی می‌کند؛ به‌عبارت دیگر پس از ناکامی در مواجهه با «مردانگی هژمونیک» جامعه، دچار تغییر در «سیاست جنسیتی‌اش» می‌شود و به پیامدهای ناخوشایند مردسالاری مذهبی وقوف پیدا می‌کند؛ در نتیجه دست به نفی سنت می‌زند.

## نگارش و چاپ

تصویر جلد سنگی بر گوری چاپ انتشارات جامه‌دران (۱۳۸۴)

جلال آل‌احمد سنگی بر گوری را در مرداد سال ۱۳۴۲ نوشت و چنان‌که در صفحه پایانی کتاب آمده‌است، در ۲۰ دی‌ماه همان‌سال بازنویسی کرد. آل‌احمد در نوشته‌اش با عنوان مثلاً شرح احوالات که در سال ۱۳۴۶ نوشته، گفته بنا دارد سنگی بر گوری را بازنویسی کند. کتاب را انتشارات رواق ۱۲ سال پس از مرگ جلال در سال ۱۳۶۰ منتشر کرد اما از پخش آن جلوگیری شد. به گفته مصطفی زمانی‌نیا از همکاران شمس آل‌احمد در انتشارات رواق، چاپ اول سنگی بر گوری در سال ۱۳۶۱ توقیف و چندهزار جلد چاپ‌شده آن از سوی دادستانی توقیف شد. در دوره وزارت عطاءالله مهاجرانی بر وزارت ارشاد نیز کتاب مجوز گرفت و چاپ شد اما مجوز آن باطل و نسخه‌های چاپ‌شده جمع‌آوری شدند. به گفته زمانی‌نیا او در ملاقاتی با وی علت را جویا شده و مهاجرانی علت توقیف را مخالفت سیمین دانشور با چاپ کتاب عنوان کرده‌است. دانشور بعدها در نامه‌ای به زمانی‌نیا می‌گوید من به خواهش وزیر با توقیف کتاب موافقت کردم. کتاب تا سال ۱۳۸۴ که انتشارات جامه‌دران آن را در ۵٬۵۰۰ نسخه منتشر کرد، در دسترس نبود. انتشار این کتاب در سال‌های دولت محمود احمدی‌نژاد با مشکلاتی مواجه شد. به نظر مجید پاکزاد سنگی بر گوری به دلیل صراحت و بی‌پروایی در روایت مسائل شخصی و خصوصی زندگی جلال آل‌احمد در ایران جزو کتاب‌های ممنوعه محسوب شده و حکومت ایران علاقه‌مند است این کتاب را در کارنامه جلال آل‌احمد نادیده گرفته و از آن حذف کند.

### حواشی چاپ

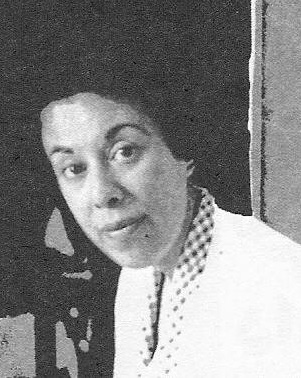
سیمین دانشور همسر جلال آل‌احمد پیش از ۱۳۴۸.

پس از چاپ سنگی بر گوری در سال ۱۳۶۰ خورشیدی به چاپ آن اعتراض‌هایی شد. به گفته فرزانه میلانی کسی در درستی یا نادرستی وقایع شرح‌داده‌شده در کتاب صحبتی نکرد و اعتراض‌ها نه به محتوای کتاب بلکه به چرایی افشای جزئیات زندگی جلال آل‌احمد و سیمین دانشور بود. به نظر محمد بهارلو این اعتراض‌ها و آشفتگی از مطابق نبودن برخی عقاید سیاسی و مفاهیم اخلاقی که آل‌احمد «مبشر و مدافع سرسخت» آن بود با محتویات کتاب پدید آمده‌است و تغییر و تحول او برای برخی غیرقابل تحمل و آزارنده بوده‌است. به گفته مصطفی زمانی‌نیا ارشاد نیز معتقد بود به دلیل نمایش روابط خارج از ازدواج جلال در کتاب، چهره جلال مخدوش شده‌است. سید محمود دعایی هم معتقد است بر اساس کتاب می‌توان چنین برداشت کرد که خود جلال هم راضی به انتشار این کتاب نبوده‌است.

#### واکنش سیمین دانشور
سیمین دانشور با اینکه از جمله منتقدان چاپ سنگی بر گوری بود، و تصویر خودش در کتاب را «کاریکاتوری خاله‌زنک» از خودش دانسته معتقد بود چاپ این اثر به قصد تخریب شخصیت و تصویر جلال انجام نشده و تمام آثار هر نویسنده‌ای بالاخره باید روزی چاپ شوند. او در مصاحبه‌ای با کیهان فرهنگی در سال ۱۳۶۶ گفته‌است به او ستمی نشده و اگر هم شده باشد، به آن بی‌اعتناست. در همین مصاحبه گفته که پس از چاپ کتاب و خواندن «بی‌وفایی» مندرج در آن از سوی جلال، به سراغ نامه‌های «شیرین از وفا» ی او رفته‌است. اما شمس آل‌احمد که انتشارات رواق را اداره می‌کرد معتقد است با اجازه سیمین دانشور کتاب را منتشر کرده‌است. محمدحسین دانایی (فرزند خواهر جلال) معتقد است جلال این اثر را به احترام سیمین دانشور منتشر نکرد اما پس از مرگش، شمس آل‌احمد بی‌توجه به این مسئله کتاب را به دست چاپ سپرد.

### ترجمه
در سال ۲۰۰۸ میلادی «آذفر معین» و بلیک رابرت اتوود کتاب را به انگلیسی ترجمه کرده و انتشارات مزدا آن را در سری کتابخانه ایرانیکا منتشر کرد. ویراستار این کتاب محمدرضا قانون‌پرور بوده‌است.

## بازخورد
رضا براهنی جلال آل‌احمد را یکی از شریف‌ترین و شجاع‌ترین نویسندگان زمان خود دانسته که با «شجاعت تام» خود را در سنگی بر گوری آشکار کرده‌است و این کتاب را یکی از دلایل «شرف قلم» او می‌داند.
مایکل هیلمن در کتاب یک زن تنها: فروغ فرخزاد و شعرش آل‌احمد را برخلاف دیگر روشنفکران که در دوران پس از مصدق و پیش از انقلاب ۱۳۵۷ ایران، خود را سانسور می‌کردند و مراقب بودند شهرت و اعتبارشان با بیان مستقیم درونیات و رخدادهای زندگی شخصی خدشه‌دار نشود، نویسنده‌ای می‌داند که از خودسانسوری گریزان است و این خصلت او کسانی چون رضا براهنی را وامی‌دارد او را برای افشای بی‌سابقه احساسات شخصی، تجربیات و سرگردانی‌هایش شجاع بخواند. در مقابل ابراهیم گلستان سنگی بر گوری را شرم‌آور خوانده و معتقد است آل‌احمد با نوشتن آن مرتکب اشتباه شده‌است. غلامحسین ساعدی نیز سنگی بر گوری را بی‌مزه قلمداد کرده و برای اشتباه دانستن رک‌گویی و صراحت آل‌احمد، احمد شاملو را مثال زده که زندگی شخصی‌اش را به آثارش راه نداده‌است.
سیمین دانشور سنگی بر گوری را کتابی می‌داند با قهرمانی رنجور از «ابتر بودن» که در پایان، به «هیچ» رسیده و خود را از قید آینده، گذشته و سنت رها می‌کند.
به گفته محمد بهارلو آل‌احمد نخستین نویسنده ایرانی است که نشان داد میل به اعتراف به شکل اختیاری در نویسنده وجود دارد. او معتقد است آل‌احمد در سنگی بر گوری به اندازه «سه نسل از نویسندگان ما» اعتراف کرده‌است؛ اعترافی نه برای نفْس اعتراف، بلکه برای حلاجی موضوعی که در ذهن دارد و می‌خواهد در معرض قضاوت دیگران قرار دهد.
حسین سناپور سنگی بر گوری را هنوز اثرگذار و منقلب‌کننده می‌داند حتی اگر این برانگیختگی تنها به صورت بروز خشم باشد و بر این باور است که کمتر نویسنده‌ای توانسته چون او اجتماع را به‌تصویر بکشد تاحدی که می‌توان صفت «گزارشگر جامعه» را در میان نویسندگان به او داد.
احمد غلامی آل‌احمد را نویسنده‌ای می‌داند که هم دست به نگارش داستان کوتاه زده و هم رمان و مقاله اما معتقد است او هرگاه به قصد داستان‌نویسی دست به قلم برده، چندان موفق نبوده و هرگاه بدون فکر کردن به فرم و ساختار، نوشته، داستان‌نویس‌تر بوده‌است چنان‌که سنگی بر گوری به زعم او از بهترین و مهم‌ترین رمان‌های فارسی است و هنگامی خلق شده که آل‌احمد به‌دنبال رمان‌نویسی نبوده‌است.
لیلی گلستان سنگی بر گوری را از حسی‌ترین کتاب‌های ادبیات فارسی دانسته‌است.
به گفته حورا یاوری با این‌که آل‌احمد در سنگی بر گوری بهتر از کتاب‌هایی چون غرب‌زدگی تقابل سنت و مدرنیته را به‌نمایش درآورده اما در هیچ پژوهشِ مرتبط با روشن‌فکری نامی از آن نیست؛ در نوشته‌هایی چون سنگی بر گوری و نه غربزدگی است که آل‌احمد از استحاله انسان ایرانی «راضی از تقدیر» و «بی‌سرگذشت» به انسانی که سرگذشت دارد و می‌خواهد آن را را روایت کند، سخن می‌گوید.
شیما بهره‌مند، روزنامه‌نگار، معتقد است بسیاری از روشنفکران از جمله داریوش آشوری در ما و مدرنیت، سید جواد طباطبایی در ابن‌خلدون و مقدمه‌ای بر علوم اجتماعی، هوشنگ گلشیری در جدال نقش با نقاش در آثار سیمین دانشور و احمد محمود در حکایت حال، آل‌احمد را متفکری عقیم دانسته‌اند اما از مواجهه با آل‌احمد داستان‌نویس، به‌خصوص نویسنده سنگی بر گوری طفره رفته‌اند.
به نظر مهدی یزدانی‌خرم حتی از نظر بزرگ‌ترین مخالفان آل‌احمد نیز سنگی بر گوری چهره‌ای جدید و «هراس‌انگیز» از او به‌دست می‌دهد.
به عقیده معصومه حامی‌دوست می‌توان پوچی، شکست و سرشکستگی را عنصری تکرارشونده در تمام داستان‌های آل‌احمد دانست که هم برآمده از زندگی اجتماعی اوست و هم زندگی شخصی‌اش چنان‌که در سنگی بر گوری شرح برخی از این نابسامانی‌ها آمده‌است.
به گفته حمید پارسانیا و منصوره خائفی با آن‌که آل‌احمد برای سنت اصالت قائل است و آن را سدّی در برابر غرب می‌داند، در سنگی بر گوری از سدشدن راه فرد از طرف سنت سخن می‌گوید و آن را ردّ می‌کند.
به عقیده بهناز علی‌پور گسکری سنگی بر گوری اوج تحول فکری آل‌احمد است که در آن از قالب شناخته‌شده نویسنده «محجوب، مقتدر و مردسالار» خارج شده، از خصوصی‌ترین بخش‌های زندگی‌اش پرده‌برداشته و به نقد خود می‌پردازد.

## یادداشت
1. ↑  آل‌احمد سنگی بر گوری را در سال ۱۳۴۲ خورشیدی نوشته و کتاب کلمات سارتر در ۱۹۶۳ میلادی منتشر شده‌است؛ هر دو تقریباً در یک سال.
2. ↑  Yadullah Shahibzadeh
3. ↑  Farzin Vahdat
4. ↑  claus valling pedersen
5. ↑  Azfar Moin
6. ↑  Blake Robert Atwood
7. ↑  با عنوان «A Stone On A Grave»